# Glypta evansi
Glypta evansi là một loài tò vò trong họ Ichneumonidae.